# Спољашња Стамбол капија
Спољашња Стамбол капија једна је од многобројних капија на Београдској тврђави, изграђена у целини са суседним фортификацијама, односно као источна капија равелина (са супротне стране у односу на Карађорђеву), кроз коју се прво пролазило идући Цариградским друмом према Унутрашњој Стамбол капији. Изграђена је у периоди од 1750 до 1760. године. Некада веза између Савског приобаља и утврђеног Београда, данас, неизоставни део туристичке понуде Београда.

## Назив
Спољашња Стамбол капија на Калемегдану добила је име по Истанбулу јер се налазила у продужетку Истанбулског друма. Данашња Спољашња Стамбол капија на Калемегдану, само је наследница имена Спољашње Стамбол капије, срушене пре 140 година, која се налазила између данашње зграде Народног позоришта и споменика кнезу Михаилу на Тргу Републике. Назвали су је и спољашња, јер је под истим именом постојала (и данас постоји) и Унутрашња Стамбол капија, у самој калемегданској тврђави.
Три капије са истим именом
Како су на продужетку Цариградског друма који је из правца истока водио према Београдској тврђави, постојале три капије треба их међусобно разликовати:
- Стамбол капију — на локацији данашњег Народног позоришта, срушена.
- Спољашњу Стамбол капију — на Калемегдану
- Унутрашњу Стамбол капију — у Београдској тврђави

- Стамбол капија
- Спољашња Стамбол капија
- Унутрашња Стамбол капија

## Положај
С једне стране граничи се са Унутрашњом Стамбол капијом, а с друге с Карађорђевом капијом. Спољна Стамбол капија је супротна Карађорђевој. Екстеријер је повезан са унутрашњошћу Цариградским путем. Ако долазимо из правца Кнез Михаилове или Узун Миркове, проћи ћемо кроз Унутрашње Стамболске капије, Краљеву капију и Сахат капију.

## Историја
Београдска тврђава подигнута је на гребену изнад ушћа Саве у Дунав у раздобљу од 1. до 18. века као комплекс одбрамбеног карактера. Тврђава је данас својеврстан музеј историје Београда. Ову целину чине сама Београдска тврђава, подељена на Горњи и Доњи град, и парк Калемегдан. Због изузетног стратешког значаја на овом месту је, крајем првог века наше ере, подигнуто утврђење - римски каструм, као стални војни логор IV Флавијеве легије, а уз утврђење на брегу изнад ушћа Саве у Дунав, настао је антички Сингидунум, а на истом месту и словенски Београд.
Вековима се средњовековни град развијао на просторима Тврђаве, тражећи сигурност међу њеним бедемима. Београдска тврђава често је рушена и обнављана. Изнад римских зидина стоје српски бедеми, а преко њих, турске и аустријске фортификације. У 12. веку византијски цар Манојло Комнин подигао је на римским рушевинама нови кастел. У првим деценијама 14. века ово мало утврђење на брегу проширено је до речних обала. У оквиру бедема развио се напредан средњовековни град. После турског освајања 1521. године, па све до краја 17. века, Београдска тврђава није значајније дограђивана.
Ново раздобље започело је аустријско-турским ратом. Као кључно утврђење у средишту ратних сукоба током 18. века, Тврђава је три пута реконструисана. Порушен је стари кастел, а велики део средњовековних бедема прекриле су нове фортификације. Под аустријском окупацијом, 1717-1739. године, после изградње нових модерних утврђења, Београдска тврђава је представљала једно од најјачих војних упоришта у Европи. Грађена је према пројектима генерала Николе Доксата Демореза.
До краја 18. века Београдска тврђава је добила коначни облик. У ратним разарањима током протеклих деценија порушени су готово сви објекти у Горњем и Доњем граду, а бедеми знатно оштећени.
Подигнута је између 1740. и 1760. године, испред Сава капије, на правцу јужног прилазног правца Тврђави. Слично Сава капији и она је грађена као пролаз кроз бастион. Са обе стране има просторије за смештај тврђавске страже.
Како према Београдској тврђави воде улице Кнез Михаилова и Узун Миркова. На том правцу су главне тврђавске капије - Стамбол-капија (унутрашња и спољна) и Сахат-капија. У средњовековно утврђење улазило се са:
- источне стране (поред данашњег Зоолошког врта), кроз Зиндан капију и Деспотову капију Горњег града.
- док се Доњем граду прилази из Булевара војводе Бојовића, кроз Видин капију и из Карађорђеве улице кроз Мрачну капију.[3]

## Архитектура
Сазидана од фино тесаног камена у периоду 1750—1760. године. Капија се одликује веома једноставном конструкцијом и сачуван је њен изворни облик, само јој недостају дрвене вратнице. Засведена је полуобличастим сводом и поседује масивна двокрилна врата која су са своје спољне стране ојачана истим таквим хоризонталним плочама од кованог гвожђа. Изнутра има нише, казамате и собе са стражу одвојене луковима. У ствари је то прилаз усечен у грудобран, појачан позадином од опека. У два бочна ступца са округлим отворима налазили су се топови и пушкарнице који су бранитељима служили за одбрану пролаза и ту је била смештена прва линија одбране тврђаве.
Смештена је са супротне стране у односу на Карађорђеву капију, а кроз њу се пролази продужетком Цариградског друма ка Унутрашњој Стамбол-капији, те отуда долази и њено као и име њене „унутрашње“ имењакиње.
Испред ње је првобитно био постављен дрвени мост, који је крајем 19. века замењен земљаним насипом.